# Spis formatów plików archiwów
Formaty plików archiwów 

## ZIP
ZIP – jeden z najczęściej używanych formatów kompresji na platformie IBM PC, zwłaszcza w środowisku Microsoft Windows.
Pliki w formacie ZIP mają rozszerzenie ".zip" i kod MIME application/zip. Pojedynczy plik ZIP może zawierać jeden lub więcej plików oraz podfoldery w postaci skompresowanej lub nieskompresowanej.

## RAR
RAR – format kompresji danych, stworzony przez Rosjanina Jewgienija Roszała. Używa odmiany kompresji LZSS, może być szyfrowany za pomocą AES-128.
Pliki w formacie RAR mają rozszerzenie .rar lub od .r00 do .r99 oraz typ MIME application/x-rar-compressed.
Program WinRar wykorzystuje także podwójne rozszerzenia od .part0001.rar do .part9999.rar, jako domyślne. Można opcjonalnie użyć poprzednich rozszerzeń.

## 7z
7z jest formatem kompresji danych o otwartej architekturze.
Format ten stawia nacisk na wysoki stopień kompresji i silne szyfrowanie (AES-256). 7z dzięki swojej architekturze ma możliwość używania dowolnej metody kompresji. Maksymalna wielkość archiwum jest określona na poziomie 16 000 000 000 GB.
7z rozwiązuje również problem zapisu znaków wielu języków dzięki użyciu standardu unicode w nazwach plików wewnątrz archiwum.
Dodatkowym atutem formatu jest kompresja nagłówków archiwów.
7z stosuje algorytm LZMA (poprawioną i zoptymalizowaną wersję algorytmu LZ77) jako domyślną i główną metodę kompresji.

## TAR
.tar (nazwa pochodzi od angielskiego Tape ARchiver – ARchiwizator Taśm) to uniksowy program do umieszczania grupy plików w jednym zbiorczym pliku (tzw. archiwum), który następnie może zostać skompresowany programami gzip, bzip2 lub lzma, co daje odpowiednio pliki tgz (równoznaczne z tar.gz), tar.bz2 i tar.lzma. Dodawany do archiwum tar plik jest zawsze umieszczany na jego końcu.
Takie skompresowane pliki tar są nazywane tarball.
Jak sama nazwa wskazuje program ten był początkowo używany do przygotowania plików do archiwizacji na taśmach magnetycznych, jednak jest obecnie wykorzystywany do przygotowywania archiwów zapisywanych na dowolnym nośniku. Program ten jest powszechnie używany w systemach operacyjnych typu UNIX, jednak istnieją też wersje dla innych systemów operacyjnych.

## CAB
Cabinet (CAB) – format archiwizacji danych, pierwotnie wykorzystywany w systemie operacyjnym Microsoft Windows. Umożliwia kompresję danych oraz elektroniczne podpisanie archiwum. Jest używany w różnych instalatorach Microsoftu: Setup API, Device Installer, AdvPack (do instalacji formantów ActiveX z Internet Explorera) oraz Windows Installer.
Format CAB zezwala na trzy metody kompresji danych:
- Deflate stworzony przez Phila Katza, autora formatu ZIP;
- Quantum
- LZX stworzony przez Jonathana Forbesa i Tomiego Poutanena, podarowany firmie Microsoft gdy Jonathan dołączył do firmy.

Rozszerzenie pliku CAB jest również używane w wielu instalatorach (InstallShield i innych) aczkolwiek nie jest to ten sam format.

## bzip2
bzip2 – algorytm i nazwa programu komputerowego będącego jedną z jego implementacji, do bezstratnej kompresji danych.
Jest on dostępny na licencji analogicznej do licencji BSD.
Bzip2 jest popularny na systemach Unix i Linux.
Zwykle jest używany do kompresji archiwów tar.
Takie pliki o rozszerzeniu tar.bz2 zwykle służą do dystrybucji oprogramowania.
Nowe wersje RPM korzystają z bzip2 (poprzednio gzip) do kompresji archiwum cpio.

## ARJ
ARJ jest jednym z formatów kompresji danych oraz programem do kompresji i dekompresji tego typu plików. Został stworzony przez Roberta K. Junga. Wersja 1.0 powstała w lutym 1991 roku. Nazwa wywodzi się od ang. archived by Robert Jung (skompresowane przez Roberta Junga).